# Leptomiza apoleuca
Leptomiza apoleuca là một loài bướm đêm trong họ Geometridae.